# Носко Дмитро Дем'янович
Дмитро́ Дем'я́нович Носко́ (1902, місто Дебальцеве, тепер Донецької області — ?) — молдавський радянський діяч, голова виконавчого комітету Бендерської повітової ради депутатів трудящих Молдавської РСР. Член ЦК КП(б) Молдавії в 1941—1949 роках. Депутат Верховної Ради Молдавської РСР 1-го скликання.

## Біографія
Народився в родині робітника. Трудову діяльність розпочав у 1916 році столяром вагонного депо Донецької залізниці в Дебальцевому.
З 1924 року служив у Червоній армії. 
Після демобілізації — слухач Бахмутської (Артемівської) радпартшколи; помічник майстра, майстер вагонного депо станції Дебальцеве.
Член ВКП(б) з 1930 року.
Потім — заступник голови, голова районного комітету профспілки залізничників у місті Дебальцеве.
До 1940 року — секретар Дебальцевського міського комітету КП(б)У Сталінської області.
4 липня 1940 року призначений секретарем Бендерського повітового комітету КП(б) України із кадрів.
У 1940 — липні 1941 року — голова виконавчого комітету Бендерської повітової ради депутатів трудящих Молдавської РСР.
З 30 вересня 1941 до 1945 року служив у Червоній армії, учасник німецько-радянської війни з 1943 року. У серпні 1943 року служив помічником командира взводу 1-ї окремої інженерно-саперної бригади Резерву головного командування на Волховському фронті. Був чотири рази поранений, у тому числі важко, лікувався в евакуаційних госпіталях. У жовтні 1944—1945 роках — старшина медичного відділення та партійний організатор евакуаційного госпіталю легкопоранених № 1148.
З 1945 року — голова виконавчого комітету Ліпканської районної ради депутатів трудящих Молдавської РСР.
Подальша доля невідома.

## Звання
- старший сержант

## Нагороди
- орден Вітчизняної війни І ст. (18.03.1944)
- орден Вітчизняної війни ІІ ст. (10.07.1945)
- медаль «За перемогу над Німеччиною у Великій Вітчизняній війні 1941—1945 рр.» (1945)
- медалі